# Синод
Синод је реч која у хршћанским црквама означава скуп, односно састанак њених поглавара и највиших представника, најчешће ради решавања неког доктринарног или административног питања. Представља синоним речи савет, а потиче из грчке речи σύνοδο („скупштина” или „састанак”).
Такође може да означава и стално управно тело неких православних цркава као што је нпр. Свети архијерејски синод Српске православне цркве.

## Колекције синодских декрета
- The Canons of the first four general councils of Nicaea, Constantinople, Ephesus and Chalcedon. Oxford: Clarendon Press. 1880.
- Benson (1893). The six œcumenical councils of the undivided catholic church: Lectures delivered in 1893 under the auspices of the church club of New York. New York: E. & J.B. Young.
- Dubose, William Porcher (1896). The ecumenical councils. New York: Christian Literature Co.
- Percival, Henry Robert (1900).  Schaff, P.; Wace, H., ур. The Seven Ecumenical Councils of the Undivided Church: Their Canons and Dogmatic Decrees, Together with the Canons of All the Local Synods which Have Received Ecumenical Acceptance. Nicene and post-Nicene Fathers of the Christian Church. Parker.
- Schwartz, E. (1914—1940), Acta conciliorum oecumenicorum [The Acts of the Ecumenical Councils][2]
- Schroeder, Henry Joseph (1937). Disciplinary decrees of the general councils: Text, translation, and commentary. St. Louis, MO: B. Herder Book Co.
- Straub, J. (1971), Acta conciliorum oecumenicorum [The Acts of the Ecumenical Councils][2]
- Alberigo, Giuseppe; Ioannou, Periclīs-Petros; Leonardi, Claudio; Jedin, Hubert (1962). Conciliorum Oecumenicorum Decreta. Basilae: Herder.
- Alberigo, Giuseppe; Dossetti, Joseph A; Jedin, Hubert (1973). Conciliorum Oecumenicorum Decreta. Bologna: Bologna Institute for Religious Sciences.
- Tanner, Norman P. (1990). Decrees of the ecumenical councils. 2 Volumes. Sheed & Ward ; Georgetown University Press. ISBN 978-0-87840-490-2.
- Alberigo, Giuseppe; Melloni, Alberto, ур. (2000—2017). Conciliorum Oecumenicorum Generaliumque Decreta: Editio critica. Corpus Christianorum. 4 Volumes. Turnhout: Brepols Publishers.